# Modulació Sigma-Delta
La modulació Sigma-Delta (ΔΣ) és un tipus de conversió analògica digital i digital a analògica. Un circuit conversor analògic-digital (ADC) que implementi aquesta tècnica pot ser realitzat fàcilment utilitzant sistemes de baix cost del tipus CMOS, similars als utilitzats per a fabricar circuits integrats digitals. És per aquesta manera de construir-los que, tot i haver estat proposats per primera vegada a principis dels anys ’60, només s'ha generalitzat el seu ús en els darrers anys, gràcies a la utilització de tecnologies basades en silici.
La major part dels fabricants de circuits integrats analògics ofereixen moduladors Sigma-Delta.

## Modulació Sigma-Delta a partir de la modulació Delta

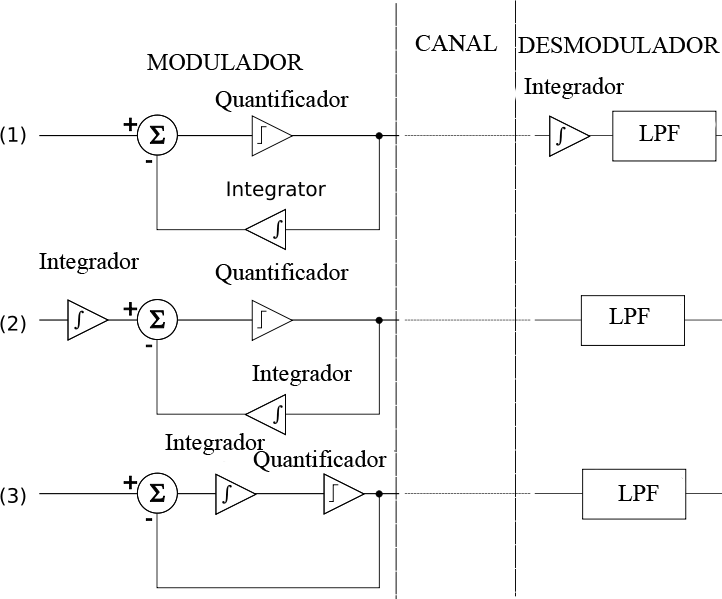
Fig. 2: Desenvolupament d'un modulador ΔΣ a partir de la modulació Δ.

La modulació ΔΣ es deriva d'un altre tipus de conversió coneguda com a modulació Delta.
En la figura 2 es mostra de forma simplificada com es realitza aquesta evolució:
1. Es mostra un diagrama de blocs d'un modulador/ desmodulador Δ.
2. Degut a la propietat de linealitat de l'operador integral, és possible moure l'integrador (Σ), necessari per a reconstruir el senyal analògic, des de la zona del desmodulador, i posar-la al principi del modulador Δ.
3. De nou, a causa de la propietat de linealitat de la integral ({\displaystyle \int a+\int b=\int (a+b)}) es poden combinar els dos integradors, obtenint finalment el diagrama de blocs del modulador/desmodulador ΔΣ.

La forma d'espectre és diferent en ambdós tipus de modulació: La modulació ΔΣ genera soroll de manera que deixa el senyal tal com és, mentre que la modulació Δ general el senyal i el soroll al mateix moment.
En general la modulació ΔΣ té algunes avantatges front a la modulació Δ:
- L'estructura completa és més simple, atès que només necessita un integrador, i el desmodulador pot ser construït amb un senzill filtre RC.
- El valor quantificat és la integral del senyal diferència, fent menys sensible el rang dinàmic del senyal.

Existeixen dos possibles implementacions del modulador depenent don es realitzi el procés de mostreig: els moduladors Sigma-Delta de temps discret, on el mostreig es realitza fora del bucle de realimentació, i els moduladors Sigma-Delta de temps continu, on el mostreig del senyal té lloc dins del bucle de realimentació.
Aquests últims tenen unes característiques que els fan més apropiats per a aplicacions que requereixen alta velocitat de processat.

## Modulador Sigma-Delta discret
Un modulador Sigma-Delta discret clàssic de primer ordre està compost per un integrador, un mostrejador, un quantificador uniforme d'un bit i un convertidor D/A en el camí de realimentació.
El soroll introduït pel quantificador és considerat additiu a la sortida de l'integrador, tal com podem observar a la figura 2.2.

Figura 2.1 modulador Sigma-Delta de primer ordre.
Figura 2.2 Model lineal d'un modulador Sigma-Delta discret de primer ordre.
Figura 2.3 Espectre de soroll de quantificació d'un modulador Sigma-Delta de primer ordre.
Emprant la teoria de sistemes lineals sobre el model lineal considerat (tot i ser aquest un sistema molt poc lineal, és possible considerar-lo lineal si suposem que el quantificador és una font de soroll blanc uniformement distribuït i no correlat amb el senyal d'entrada) es pot demostrar que la sortida estarà formada per la suma del senyal d'entrada filtrat i el soroll de quantificació filtrat.
S'observa que el camí de filtratge del soroll de quantificació és diferent al camí de filtratge del senyal d'entrada, atès que aplicant la transformada Z sobre el sistema de la figura 2.2 s'obté que:
{\displaystyle {\begin{cases}{\tilde {v}}[n]={\tilde {u}}[n-1]+({\tilde {e}}[n]-{\tilde {e}}[n-1])\\V(z)=z^{-1}U(z)+(1-z^{-1})E(z)\end{cases}}}
Com es pot observar, el soroll de quantificació queda atenuat en un rang de freqüències pròximes a 0, com es mostra en la figura 2.3.
Suposant que el senyal d'entrada té un espectre finit i centrat a zero, i que la freqüència de mostreig és superior a la freqüència de Nyquist del senyal d'entrada, el senyal de sortida tindrà una resolució dins la banda de freqüències d'interès major que l'obtinguda si s'utilitzés únicament el quantificador de la figura 2.1.
El soroll de quantificació que queda fora de la banda d'interès és filtrat digitalment en posteritat.
A la relació entre la freqüència de mostreig emprada en la modulació i la freqüència de Nyquist se la denomina relació de sobre mostreig (OSR).
Utilitzant el model lineal del modulador, es pot aconseguir que el filtratge del senyal sigui independent del filtratge del soroll de quantificació.
Per a augmentar la resolució del modulador es pot incrementar l'ordre de filtratge, incrementant el nombre de bits emprats en la quantificació, o bé incrementant la OSR.
En general es poden definir dues funcions de transferència associades a un modulador SD (Sigma-Delta). Una funció de transferència pel soroll de quantificació (NTF) i una altra diferent per al senyal d'entrada (STF).
El senyal de sortida del modulador SD es pot expressar en funció d'aquestes dues funcions segons la figura 2.2:
{\displaystyle V(z)=S{\tilde {T}}F(z)\cdot U(z)+N{\tilde {T}}F(z)\cdot E(z)}
On:
{\displaystyle {\begin{cases}\displaystyle S{\tilde {T}}F(z)={\frac {{\tilde {H}}_{1}(z)}{1+{\tilde {H}}_{2}(z)}}\\\displaystyle N{\tilde {T}}F(z)={\frac {1}{1+{\tilde {H}}_{2}(z)}}\end{cases}}}
Figura 2.4 Diagrama de blocs general d'un modulador SD en temps discret
Un increment de l'ordre de filtratge del modulador suposa un increment de l'ordre de la NTF. Quant més agressiva sigui la NTD, més resolució pot tindre el modulador Sigma-Delta (sense entrar en consideracions sobre l'estabilitat del sistema).
Normalment un modulador Sigma-Delta comença especificant-se a través del seu NTF.
La resolució del modulador SD es defineix basant-se en la relació màxima senyal-soroll (SNR) que pot obtenir-se en el seu senyal de sortida. En un quantificador uniforme es dedueix de forma aproximada que la SNR màxima que es pot obtenir en el seu senyal de sortida és:
{\displaystyle SNR_{uniforme}=6.02\cdot N+1.76\,\mathrm {dB} }
*On N és el nombre de bits utilitzats en la quantificació.
Tenint en compte l'expressió anterior, definim la resolució d'un modulador Sigma-Delta com:
{\displaystyle ENOB={\frac {SNR_{maxima}(dB)-1.76}{6.02}}\,\mathrm {bits} }
*On ENOB es refereix al nombre de bits efectius del convertidor A/D obtingut.
En moltes ocasions es prefereix utilitzar la relació senyal-soroll-distorsió (SNDR o SINAD) en lloc de la clàssica SNR.
El model lineal serveix per a deduir la resolució i característiques d'un gran nombre d'arquitectures d'una forma ràpida. Això no obstant, deixa de ser funcional quan alguna de les condicions descrites deixa de complir-se raonadament bé.
Dos casos en els quals el model lineal no funciona, per exemple, són els següents:
- La generació de tons no desitjats en l'espectre sortida
- La inestabilitat del modulador